# オレーヴァノ・スル・トゥシャーノ
オレーヴァノ・スル・トゥシャーノ（伊: Olevano sul Tusciano）は、イタリア共和国カンパニア州サレルノ県にある、人口約6,700人の基礎自治体（コムーネ）。

## 地理

### 位置・広がり

#### 隣接コムーネ
隣接するコムーネは以下の通り。
- アチェルノ
- バッティパーリア
- カンパーニャ
- エーボリ
- モンテコルヴィーノ・ロヴェッラ